# Термопрофиль
Термопрофиль — стальная балка толщиной до 2 миллиметров с перфорацией, которая применяется для строительства быстровозводимых зданий по технологии ЛСТК. Перфорация дает возможность использовать металлические балки для строительства внешнего контура здания, при правильном «пироге» стены она не промерзает.
Использование просечного(перфорированного) профиля позволяет практически полностью исключить потери тепла или, при необходимости, холода внутри помещения. За счет наличия перфорации металлического элемента значительно удлиняется тепловой поток, таким образом теплопотери практически исключаются.
Из преимуществ технологии ЛСТК следует отметить то, что сооружения из термопрофиля возводятся на облегчённом фундаменте, на любом
грунте. А отсутствие мокрых процессов позволяет строить круглый год. Использование каркасов, основу которых составляет термопрофиль, подразумевает использование саморезов в качестве крепления между элементами, это упрощает процесс возведения каркаса.
Термопрофиль используется для монтажа внешних стен, термоконтура при строительстве зданий, сооружений, мансард, кровли.

## Примечание
- Журнал «Строительные материалы, оборудование, технологии XXI века», февраль 2009 год, страница 65.
- Журнал «Мир строительства», июнь 2008 год, страница 24.
- Перфорированный термопрофиль нельзя использовать для строительства несущих стен при строительстве зданий более одного этажа.